# Хютте

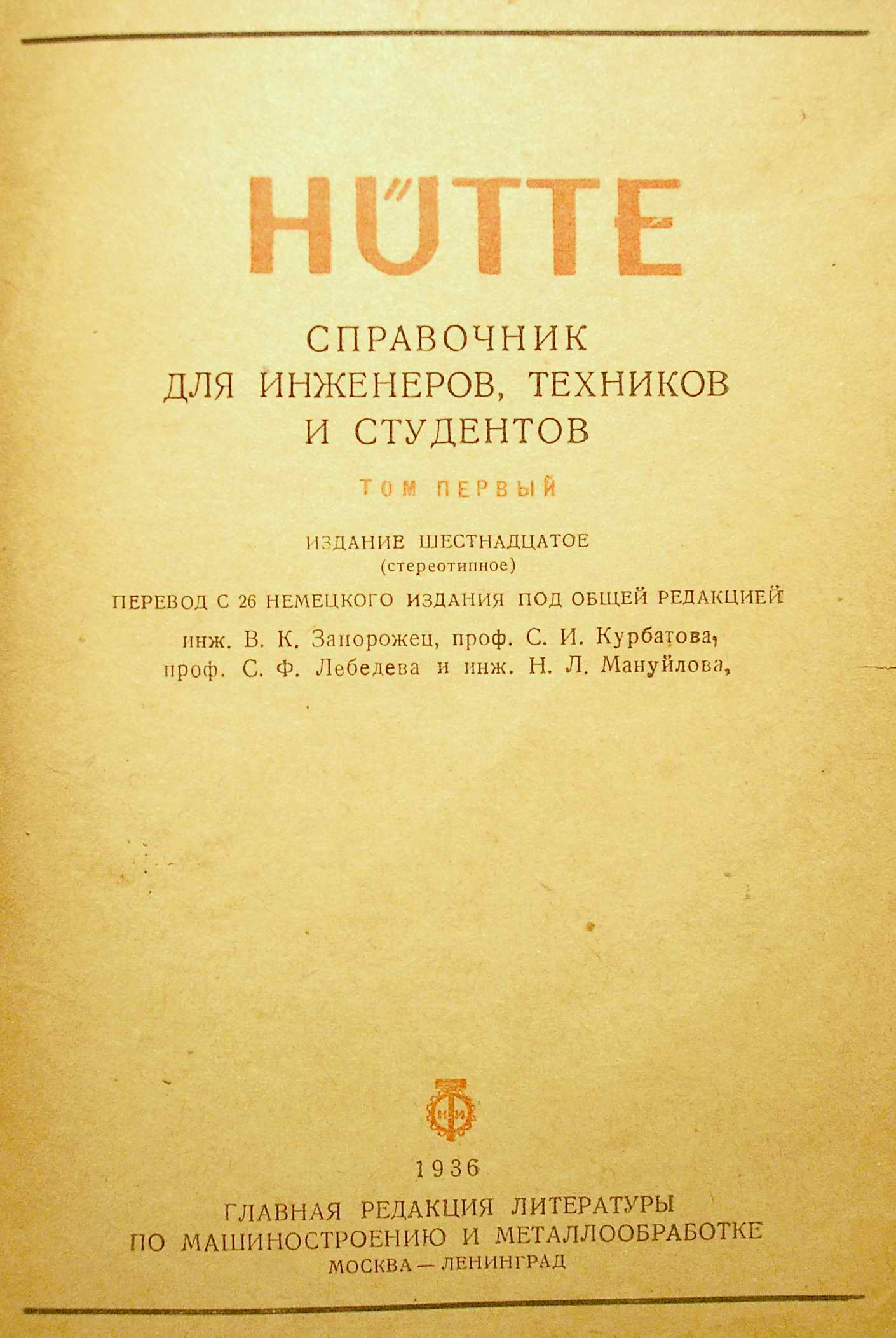
Титульный лист первого тома шестнадцатого русского издания справочника

Хютте (Hütte) — многотомный справочник для инженеров различных специальностей, издаваемый на немецком языке с 1857 года.
К настоящему времени выдержал 35 изданий; считается старейшим инженерным справочником в мире.
В переводе на русский языке являлся одним из самых распространённых довоенных технических справочников в СССР.

## История

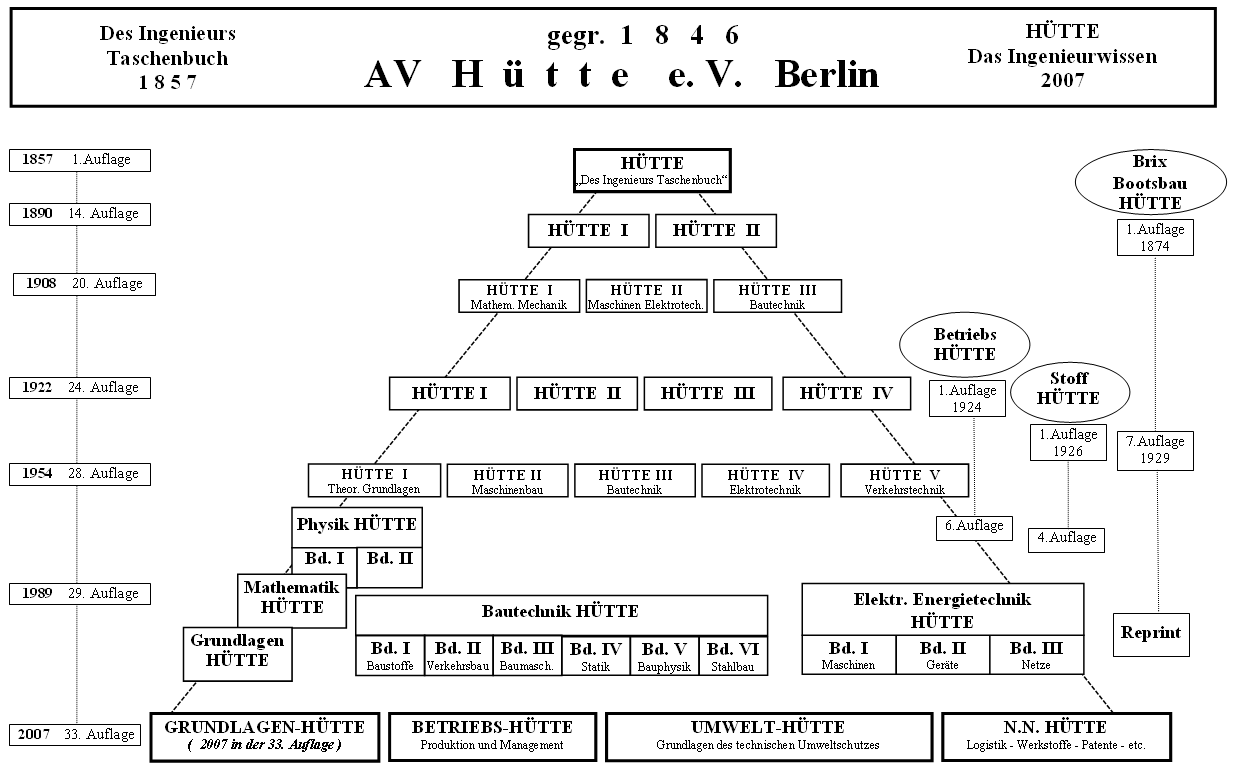
«Генеалогическое древо» справочника

Все издания справочника, начиная с первого, были подготовлены «Академическим союзом Хютте» (нем. Akademischer Verein Hütte; нем. Hütte — хижина, избушка). Союз был создан как студенческий при Берлинском государственном институте (нем. Königliches Gewerbe-Institut) в 1846 году и послужил основой для организации в 1856 году Ассоциации немецких инженеров VDI (нем. Verein Deutscher Ingenieure), в которой состояли многие из авторов справочника. Первое издание состояло из трех частей: математика и механика; машиностроение и технологии; гражданское строительство. Иллюстрации были выполнены в технике ксилографии Отто Эбелем.
Список изданий:
| № издания | Годы издания                           | Издательство                                                              | Число томов («band») | Число книг в составе издания                                                                                             |
| --------- | -------------------------------------- | ------------------------------------------------------------------------- | -------------------- | --- |
| 1         | 1857                                   | «Verlag von Ernst & Korn, Berlin»                                         | 1                    | 1 |
| 2         | 1858                                   | «Verlag von Ernst & Korn, Berlin»                                         | 1                    | 1 |
| 3         | 1860                                   | «Verlag von Ernst & Korn, Berlin»                                         | 1                    | 1 |
| 4         | 1862                                   | «Verlag von Ernst & Korn, Berlin»                                         | 1                    | 1 |
| 5         | 1864                                   | «Verlag von Ernst & Korn, Berlin»                                         | 1                    | 1 |
| 6         | 1865                                   | «Verlag von Ernst & Korn, Berlin»                                         | 1                    | 1 |
| 7         | 1867                                   | «Verlag von Ernst & Korn, Berlin»                                         | 1                    | 1 |
| 8         | 1870                                   | «Verlag von Ernst & Korn, Berlin»                                         | 1                    | 1 |
| 9         | 1872                                   | «Verlag von Ernst & Korn, Berlin»                                         | 1                    | 1 |
| 10        | 1875                                   | «Verlag von Ernst & Korn, Berlin»                                         | 1                    | 1 |
| 11        | 1877                                   | «Verlag von Ernst & Korn, Berlin»                                         | 1                    | 1 |
| 12        | 1883                                   | «Verlag von Ernst & Korn, Berlin»                                         | 1                    | 1 |
| 13        | 1887                                   | «Verlag von Ernst & Korn, Berlin»                                         | 1                    | 1 |
| 14        | 1890                                   | «Verlag von Wilhelm Ernst & Sohn, Berlin»                                 | 2                    | 2 |
| 15        | 1893                                   | «Verlag von Wilhelm Ernst & Sohn, Berlin»                                 | 2                    | 2 |
| 16        | 1896                                   | «Verlag von Wilhelm Ernst & Sohn, Berlin»                                 | 2                    | 2 |
| 17        | 1899                                   | «Verlag von Wilhelm Ernst & Sohn, Berlin»                                 | 2                    | 2 |
| 18        | 1902                                   | «Verlag von Wilhelm Ernst & Sohn, Berlin»                                 | 2                    | 2 |
| 19        | 1905                                   | «Verlag von Wilhelm Ernst & Sohn, Berlin»                                 | 2                    | 2 |
| 20        | 1908—1909                              | «Verlag von Wilhelm Ernst & Sohn, Berlin»                                 | 3                    | 3 (математика и механика; электротехника и машиностроение; гражданское строительство)                                    |
| 21        | 1911                                   | «Verlag von Wilhelm Ernst & Sohn, Berlin»                                 | 3                    | 3 |
| 22        | 1915                                   | «Verlag von Wilhelm Ernst & Sohn, Berlin»                                 | 3                    | 3 |
| 23        | 1920                                   | «Verlag von Wilhelm Ernst & Sohn, Berlin»                                 | 3                    | 3 |
| 24        | 1922                                   | «Verlag von Wilhelm Ernst & Sohn, Berlin»                                 | 4                    | 4 |
| 25        | 1925—1928                              | «Verlag von Wilhelm Ernst & Sohn, Berlin»                                 | 4                    | 4 |
| 26        | 1931, 1933, 1935                       | «Verlag von Wilhelm Ernst & Sohn, Berlin»                                 | 4                    | 4 |
| 27        | 1948, 1950—1951                        | «Verlag von Wilhelm Ernst & Sohn, Berlin»                                 | 3                    | 5 (том 3 в 3-х книгах)                                                                                                   |
| 28        | 1954—1957, 1960, 1962                  | «Verlag von Wilhelm Ernst & Sohn, Berlin»                                 | 5                    | 7 (том 2 в 2-х книгах, том 4 в 2-х книгах)                                                                               |
| 29        | 1970—1971, 1974, 1977—1978, 1988, 1993 | «Verlag von Wilhelm Ernst & Sohn, Berlin», затем «Springer-Verlag Berlin» | 3                    | 11 (том 1 (гражданское строительство) в 6-ти книгах, том 2 (физика) в 2-х книгах, том 3 (электроэнергетика) в 3-х книгах |
| 29        | 1989                                   | «Springer-Verlag Berlin»                                                  | 1                    | 1 (полностью переработанное издание)                                                                                     |
| 30        | 1995                                   | «Springer-Verlag Berlin»                                                  | 1                    | 1 |
| 31        | 2000                                   | «Springer-Verlag Berlin»                                                  | 1                    | 1 |
| 32        | 2004                                   | «Springer-Verlag Berlin»                                                  | 1                    | 1 |
| 33        | 2007                                   | «Springer-Verlag Berlin»                                                  | 1                    | 1 |
| 34        | 2012                                   | «Springer-Verlag Berlin»                                                  | 1                    | 1 |
| 35        | 2022—2023                              | «Springer-Verlag Berlin»                                                  | 3                    | 3 |

К 150-летнему юбилею справочника в 2007 году было выпущено репринтное переиздание первого издания.
Издавались также дополнительные тома:
- таблицы для расчёта передаточных чисел «Hütte-Hilfstafeln» (восемь изданий, включая 1870, 1922, 1956 и 1965 годы);
- справочник для бухгалтера «Kommersbuch für die Studierenden der Technischen Hochschulen» (1876);
- справочник по судостроению «Praktischer Schiffbau — Bootsbau» (издания 1878, 1883, 1892, 1911, 1919, 1921, 1929 годов; репринты в 1926 и 1982 годах);
- справочник для химиков и металлургов «Taschenbuch für Chemiker und Hüttenleute» (издания 1883 и 1891 годов);
- справочник для металлургов «Taschenbuch für Eisenhüttenleute» («Eisenhütte»; издания 1910, 1922, 1926, 1930 и 1961 годов);
- справочник для химиков-практиков «Taschenbuch für den praktischen Chemiker» (два издания, включая 1927 год);
- справочник для технологов «Taschenbuch für Betriebsingenieure» («Betriebshütte»; издания 1924, 1926, 1929, 1951—1953, 1957—1958, 1964 и 1996 годов);
- справочник по материаловедению «Taschenbuch der Stoffkunde» («Stoffhütte»; издания 1926, 1937, 1941 и 1967 годов);
- справочники по математике (издания 1959 и 1974 годов);
- справочник по технике для защиты окружающей среды «Umweltschutztechnik» («Umwelthütte»; издание 1999 года).

В 1920—1930-е годы данные книги полностью или фрагментарно издавались на русском языке как «Hütte прокатчика», «Hütte металлургический», «Hütte производственный», «Hütte расчётный», «Транспортный Hütte» и др.

## Переводное издание на русском языке
Дореволюционные издания
- Хютте. Справочная книга для инженеров, механиков и техников. Собрание таблиц и формул из математики, механики, строительного искусства и технологии. Пер. с нем. П. Усова. — С.-Пб.: [Изд.] М. О. Вольф, 1863. — 526 с.
- Хютте. Справочная книга по металлургии железа, необходимое пособие для инженеров, студентов, техников и т. д. Пер. с нем. Г. И. Кваша. — С.-Пб.: [Изд.] Э. К. Саблинский, 1911. — 976 с.
- Хютте. Справочная книга для инженеров, архитекторов, механиков и студентов. Под ред. Г. Л. Зандберга. — М.: Т-во Скоропечатня А. А. Левенсон:

- [1-е изд.] Пер. с 14-го нем. изд.:

- Ч. 1. — 1890. — 776 с.
- Ч. 2. — 1890. — 585 с.

- 2-е изд., испр. и доп.:

- Ч. 1. — 1893. — 814 с.
- Ч. 2. — 1893. — 777 с.

- 3-е изд., испр. и доп.:

- Ч. 1. — 1897. — 985 с.
- Ч. 2. — 1897. — 651 с.

- 4-е изд., испр. и доп.:

- Ч. 1. — 1898. — 1029 с.
- Ч. 2. — 1898. — 667 с.

- 5-е изд., испр. и доп.:

- Ч. 1. — 1902. — 1163 с.
- Ч. 2. — 1902. — 743 с.

- 6-е изд., испр. и доп.:

- Ч. 1. — 1905. — 1283 с.
- Ч. 2. — 1905. — 1047 с.

- 7-е изд., испр. и доп.:

- Ч. 1. — 1909. — 1446 с.
- Ч. 2. — 1909. — 1155 с.

- 8-е изд., испр. и доп.:

- Ч. 1. — 1912. — 1083 с.
- Ч. 2. — 1912. — 1018 с.
- Ч. 3. — 1913. — 1130 с.

- 9-е изд., испр. и доп.:

- Ч. 1. — 1916. — 1240 с.
- Ч. 2. — 1916. — 1300 с.
- Ч. 3. — 1921. — 1568 с.

Советские издания
- Том 1 (математика, механика, механика жидкостей и пластических деформаций, сопромат, техническая физика, геодезия):

- 10-е изд. — Берлин; РСФСР: Науч. отд. ВСНХ, Бюро иностранной науки и техники, 1921.
- 11-е изд. — Берлин; СССР: ГЭУ ВСНХ, Бюро иностранной науки и техники, 1926.
- 12-е изд., испр. и доп. Пер. с 25-го нем. изд. — М.: Гостехиздат, 1929. — 1194 с.
- 13-е изд., испр. и доп. Пер. с 25-го нем. изд. — М.: Гостехиздат, 1930. — 1448 с.
- 13-е изд., испр. и доп. Пер. с 25-го нем. изд. — М.; Л.: ГНТИ, 1931. — 1448 с.
- 14-е изд., стереотип. Пер. с 25-го нем. изд. — М.; Л.: ГНТИ, 1931. — 1448 с.
- 15-е изд., испр. и доп. Пер. с 26-го нем. изд. — М.; Л.: ОНТИ; Госмашметиздат, 1933. — 1003 с.
- 15-е изд., испр. и доп. Пер. с 26-го нем. изд. — М.; Л.: ОНТИ; Госмашметиздат, 1934. — 1003 с.
- 16-е изд., стереотип. Пер. с 26-го нем. изд. — М.; Л.: ОНТИ, 1936. — 912 с.

- Том 2 (сопромат, пластины и сосуды, колебания упругих систем, теория пластических деформаций, детали машин, транспортные устройства, прессы, станки, материаловедение):

- 10-е изд. — Берлин; РСФСР: Науч. отд. ВСНХ, Бюро иностранной науки и техники, 1921. — 1302 с.
- 11-е изд. — Берлин; СССР: ГЭУ ВСНХ, Бюро иностранной науки и техники, 1926.
- 12-е изд., испр. и доп. Пер. с 25-го нем. изд. — М.: Гостехиздат, 1929. — 1460 с.
- 13-е изд., испр. и доп. Пер. с 25-го нем. изд. — М.: Гостехиздат, 1931. — 1481 с.
- 14-е изд., стереотип. Пер. с 25-го нем. изд. — М.; Л.: ГНТИ, 1931. — 1481 с.
- 15-е изд., испр. и доп. Пер. с 26-го нем. изд. — М.; Л.: ОНТИ, 1935. — 1470 с.

- Том 3 (паровые машины и турбины, двигатели внутреннего сгорания, газовые, ветряные, водяные двигатели, насосы, компрессоры, электротехника, освещение):

- 10-е изд. — Берлин; РСФСР: Науч. отд. ВСНХ, Бюро иностранной науки и техники, 1921.
- 11-е изд. — Берлин; СССР: ГЭУ ВСНХ, Бюро иностранной науки и техники, 1926. — 1551 с.
- 15-е изд., испр. и доп. Пер. с 26-го нем. изд. — М.; Л.: ОНТИ, 1936. — 1184 с.

- Том 4 (общие стандарты, допуски и посадки, резьбы, крепёжные изделия):

- 15-е изд., испр. и доп. Пер. с 26-го нем. изд. — М.; Л.: Машгиз, 1939. — 553 с.

- Том 5 (дополнительный) (подшипники качения, станкостроение и инструментальное дело):

- 15-е изд., испр. и доп. Пер. с 26-го нем. изд. — М.; Л.: Машгиз, 1939. — 600 с.